# Bengkong Laut
Bengkong Laut is een bestuurslaag in het regentschap Batam van de provincie Riouwarchipel, Indonesië. Bengkong Laut telt 19.181 inwoners (volkstelling 2010).